# Chi-Lan Do-Lam
 (janvier 2012).
Chi-Lan Do-Lam, docteur en psychologie de l'Université Paris Descartes, est une spécialiste de la psychologie de la petite enfance au Viêt Nam.
Elle a étudié plus particulièrement les traditions qui concernent l'enfant et son éducation. Elle est l'auteur de nombreux articles et d'une trilogie d'ouvrages sur la question. Ses travaux portent à la fois sur les systèmes traditionnels d'enculturation au Viêt Nam, mais également sur l'évolution de ces systèmes, et leur devenir dans la migration et la situation transculturelle,

## Ouvrages
- La Mère et l'Enfant dans le Viêt-Nam d'autrefois, L'Harmattan, 1998. (OCLC 40616857)
- Chants et Jeux traditionnels  de l'enfance au Viêt-Nam, L'Harmattan, 2002. (OCLC 50478096)
- Contes du Viêt-Nam, enfance et tradition orale, L'Harmattan, 2007.